# Convention de Budapest de 1877
La Convention de Budapest (Budapester Vertrag) est un accord secret entre l'Autriche-Hongrie et la Russie datant de 1877 pour s'entendre sur les politiques et la division des pouvoirs en Europe du Sud-Est en cas de guerre entre la Russie et l'Empire ottoman.
La question dite d'Orient (Orientalische Frage), le partage de l'Empire ottoman en déclin dans les Balkans (Europe du Sud-Est), était une priorité des grandes puissances européennes au XIXe siècle. Pour la Russie, obtenir des assurances de neutralité de l'Autriche-Hongrie était également une priorité.
L'accord a été conclu entre l'empereur François-Joseph et le tsar russe Alexandre II initié lors de la conférence de Constantinople (1876-1877) et finalisé à Budapest le 15 janvier 1877.

## Accords secrets
Les points principaux de la Convention de Budapest sont :  
- En cas d'attaque russe contre la Turquie, l'Autriche restera neutre
- L'Autriche peut, au moment de son choix, occuper la Bosnie-Herzégovine (mais pas le Sandjak de Novipazar)
- La Serbie, le Monténégro et Novipazar seraient traités par les deux puissances comme une "zone neutre"

Dans le cas d'une désintégration complète de l'Empire ottoman :  
- L'Autriche et la Russie travailleraient pour garantir qu'un certain nombre de petits États souverains soient créés dans la péninsule des Balkans, mais pas un bloc de puissance slave fermé qui pourrait mettre en péril « l'équilibre européen » (Europäische Gleichgewicht)
- Constantinople et ses environs seraient une « ville libre » (Freie Stadt)
- La Russie recevrait la Bessarabie
- L'indépendance serait accordée à la Bulgarie, l'Albanie et la Roumélie
- La Grèce gagnerait la Crète, la Thessalie et des parties de l'Épire

## Voir également
- Balkanisation
- Accord de Reichstadt
- Guerre russo-turque (1877-1878)